# Nikolaï Mozgalevski
Nikolaï Mozgalevski (en russe : Николай Осипович Мозгалевский) (mai 1801 - 14 juin 1844) est un officier russe et un décabriste.

## Biographie
Son père, Osip F. Mozgalevski est un propriétaire terrien de la province de Tchernihiv.
Il entre en 1821 dans régiment d'infanterie de Saratov. En 1825 il y est promu lieutenant. La même année il devient membre de la Société des Slaves Unis.
Après l’insurrection décabriste du 14 décembre 1825, Mozgalevski est arrêté le 13 février 1826. Le 21 février il est transféré de Jytomyr en Ukraine, à la forteresse Pierre-et-Paul de Saint-Pétersbourg. Il est condamné à l'exil à vie puis sa peine est ramenée à vingt ans. Il est exilé d'abord à Narym, puis à Tesninskom en 1839. Il meurt à Minoussinsk.